# František Ševčík
Pour les articles homonymes, voir Ševčík.
František Ševčík (né le 11 janvier 1942 à Vilémovice en Tchécoslovaquie et mort le 22 juillet 2017) est un joueur tchécoslovaque de hockey sur glace. Lors des Jeux olympiques d'hiver de 1968, il remporte la médaille d'argent.

## Palmarès
- Médaille d'argent aux Jeux olympiques d'hiver de 1968.